# Ekonting
Pour les articles homonymes, voir Lawa.
L'ekonting, akonting ou econtine est un instrument à cordes africain. C'est un ancien luth rustique originaire du pays diola en Casamance au Sénégal, en Gambie et en Guinée. Il est notamment employé dans la musique sénégalaise.
C'est un instrument similaire au bunchundo des Manjaques, au busunde des Papels, au gambra des Haratins, au gullum des Kilbas, aux gurmi, komo, komsa et wase des Hausas, au kaburu des Gwaris, au kibewe des Konkombas, aux kisinta et kusunde des Balantes, au koliko des Frafras, au konde des Bissas, au lawa des Kotokolis, au ngopata des Bujogos, au ngulang des Banas et au xalam gesere des Mandingues. L'entofen a lui une forme ovale plutôt que sphérique. 
Il serait l'ancêtre du banjo et il ne faut pas le confondre avec la kora, le bolon, le n'goni, qui sont des harpes-luths.

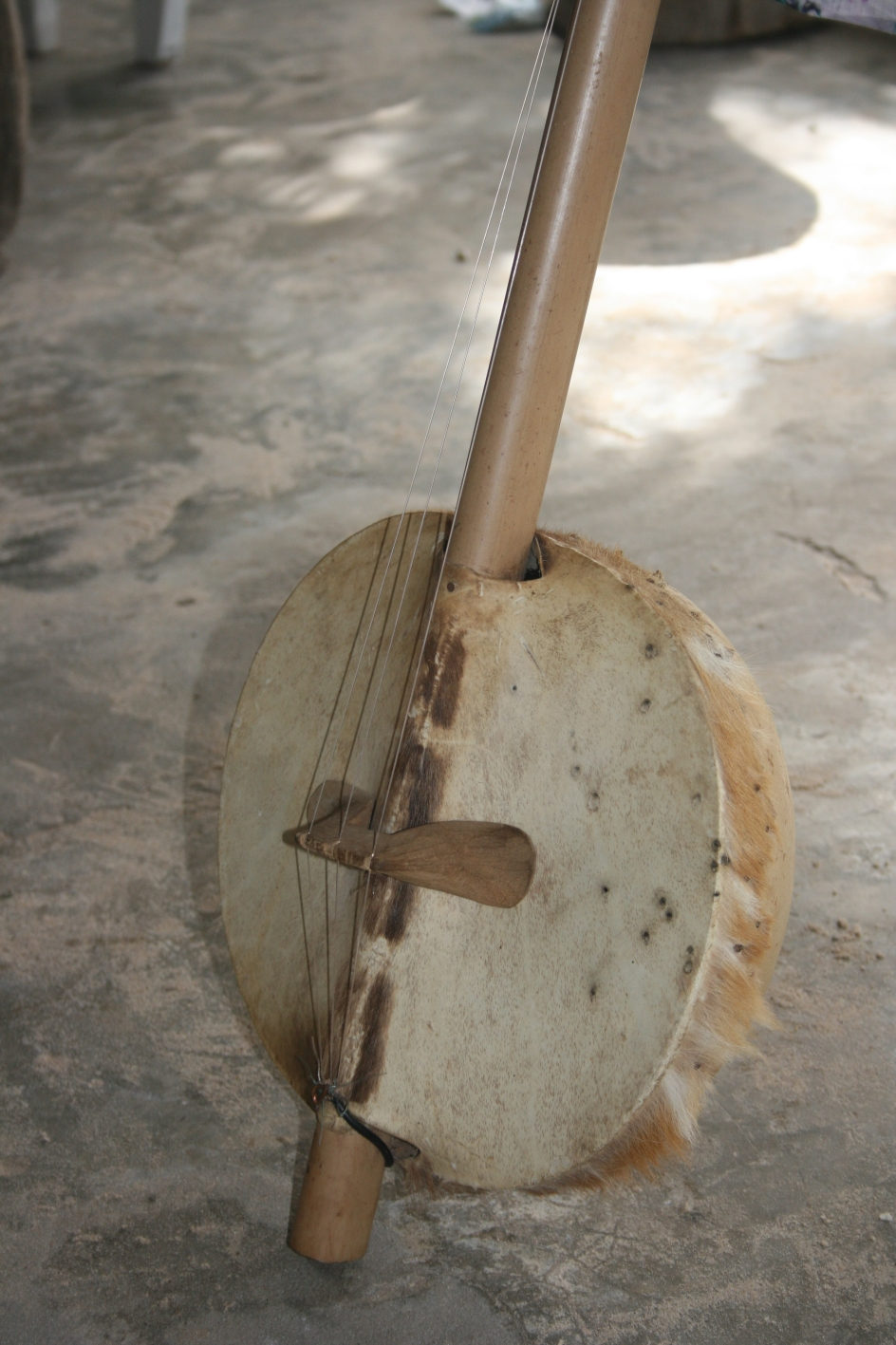
Ekonting (détail)

## Lutherie
Sa caisse de résonance est une demi-calebasse évidée de 20 à 50 cm de diamètre, recouverte d'une peau de chèvre fixée par des clous de tapissier, qui sert de table d'harmonie. Un très long et très fin manche en bambou, en papyrus ou en bois, de plus d'un mètre, la traverse de part en part. Trois cordes y sont fixées, dont une de bourdon ou chanterelle.

## Jeu
Il est accordé en ré sol fa ou do fa mi. On en joue en pick-up, avec l'index qui va et vient sur les cordes de jeu et le pouce sur la chanterelle, essentiellement des chants agraires ou de chasses.

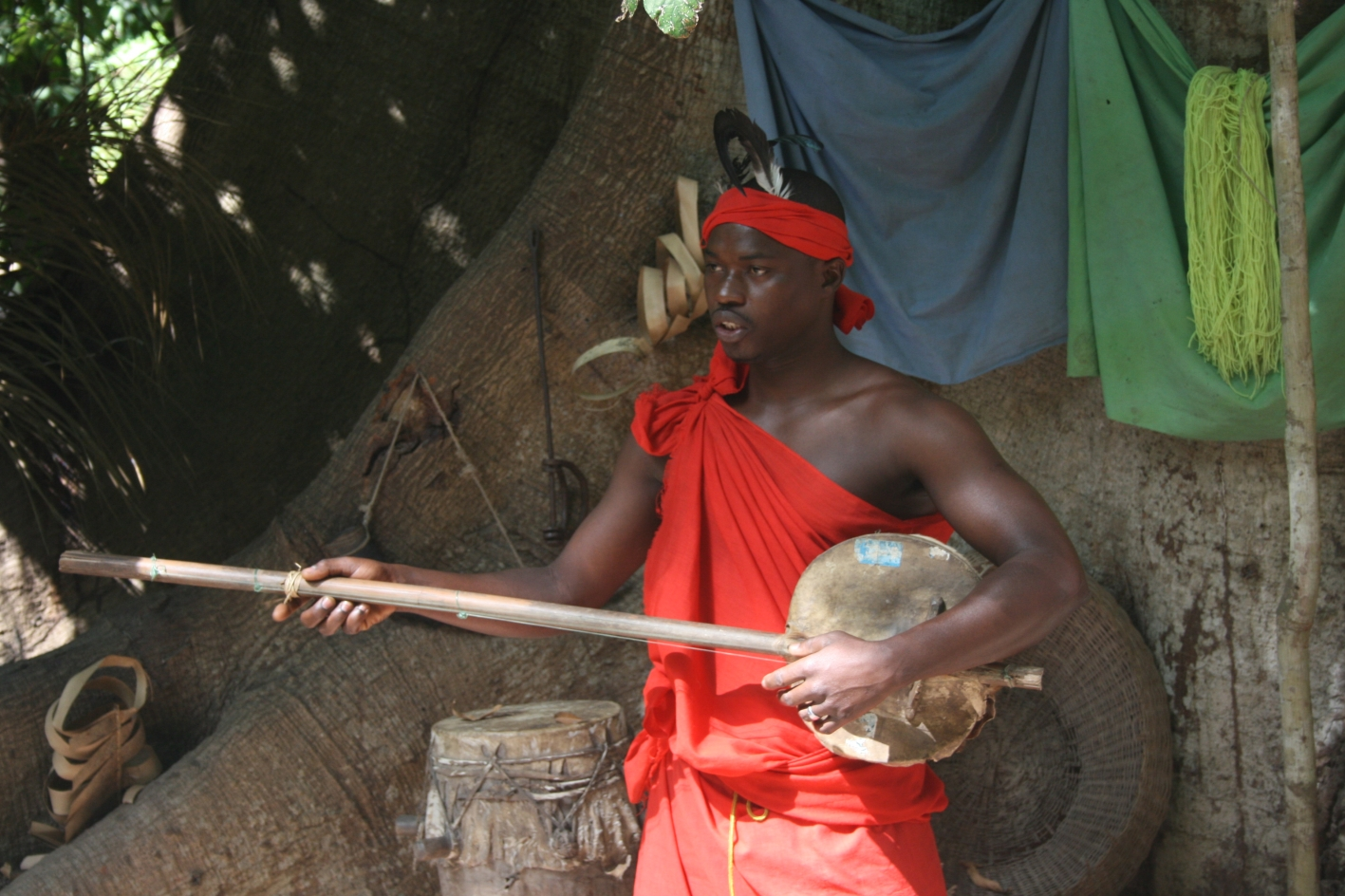
Joueur d'ekonting à Boucotte Diola

## Liens externes

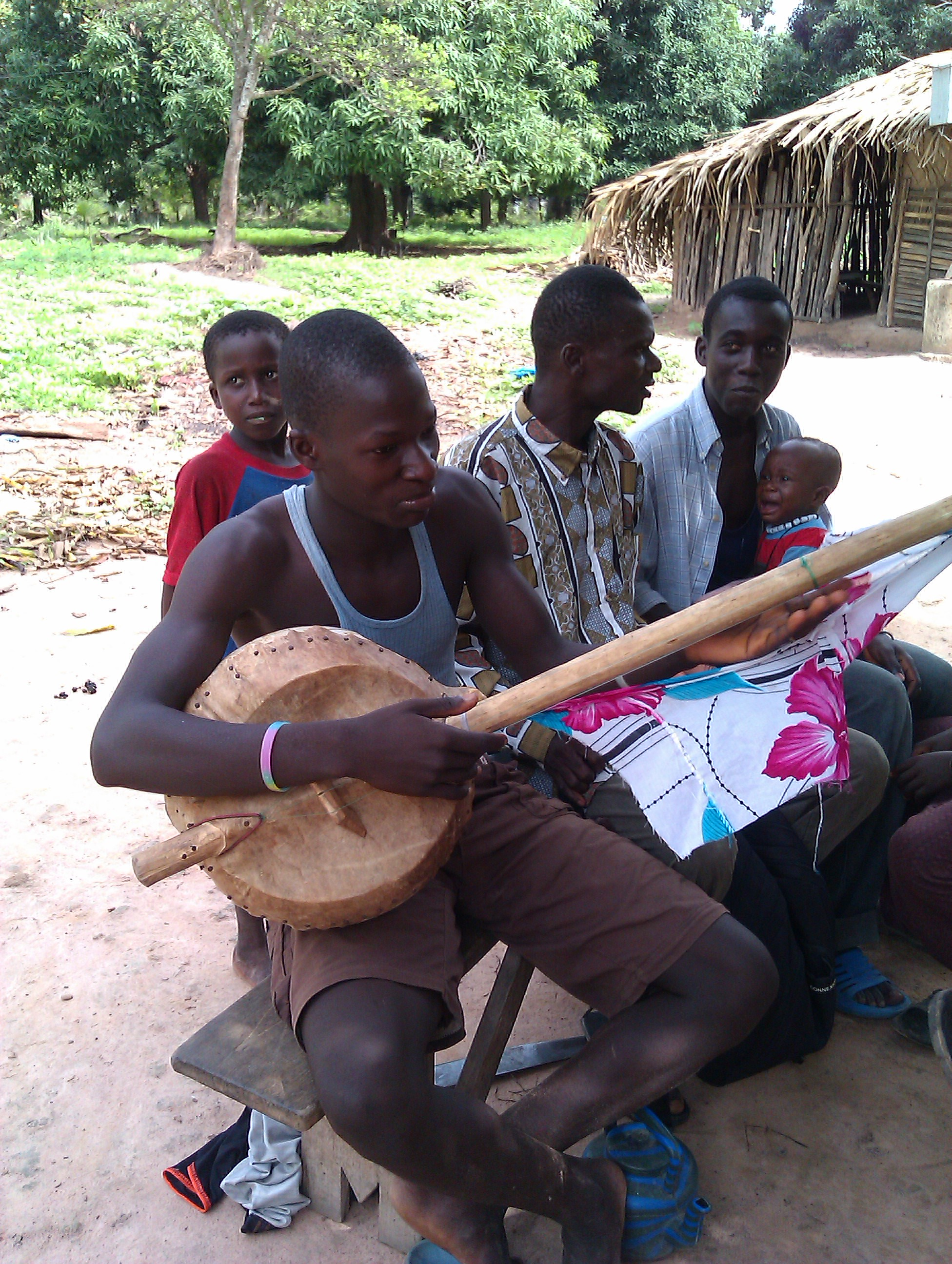
Un musicien d'Ekonting